# Fumeiro de Vinhais
O Fumeiro de Vinhais é uma especialidade gastronómica do nordeste de Portugal com Proteção Comunitária IGP-Indicação Geográfica Protegida, certificação atribuída pela União Europeia e que se traduz num reconhecimento das qualidades específicas dos enchidos de Vinhais 
Passou a ser mais conhecido, e reconhecido,  desde que em 1980 teve início a primeira feira desta especialidade trasmontana, tendo Vinhais passado a ser conhecida como  a Capital do Fumeiro.

## História
No passado a alimentação base do povo transmontano era constituída pela castanha, batata e pão de centeio. As proteínas e gorduras eram fornecidas essencialmente pela carne de porco e aves de capoeira.
O porco proporcionava uma grande quantidade de carne. Para que pudesse ser conservada, de modo a permitir o seu consumo durante todo o ano, a sua carne era salgada ou fumada.
Deste processo de conservação nasceu o conhecido fumeiro, tendo nos salpicões, nas linguiças, nas alheiras ou nos butelos a sua expressão máxima.
A necessidade de obtenção de alguns proveitos monetários levou a que algumas produtoras colocassem algumas peças do seu fumeiro à venda nas feiras da região, nomeadamente na de Vinhais.
No início a feira começou pela apresentação do produto caseiro, fabricado artesanalmente por algumas mulheres oriundas dos povos limítrofes.
A qualidade e a sua fama foram-se espalhando e a feira foi crescendo, institucionalizando-se, deste modo, a Feira do Fumeiro de Vinhais. A Câmara Municipal passou a atribuir prémios aos primeiros classificados, motivando assim ainda mais os seus produtores.
Em 2013 a feira atingiu a sua 33ª edição, sendo a carne de mais de 600 porcos de raça bísara e 50 toneladas de enchidos, os pratos fortes deste evento de promoção da salsicharia tradicional transmontana.
Em 1987 a feira teve honras presidenciais quando, no âmbito da sua presidência aberta, o Dr. Mário Soares atribuiu os prémios às produtoras do melhor fumeiro.
No ano anterior o primeiro prémio tinha sido atribuído a  uma senhora de Sandim de Lomba, a D. Braselina Rosa ["Comércio do Porto” de 10/2/1986], senhora que neste ano voltou a ser reconhecida com o segundo prémio. Foi a ela que recorremos para conhecer a “receita” dos famosos salpicões e linguiças.

## O segredo do fumeiro de Vinhais
Em Sandim de Lomba a D. Braselina, hoje com 89 anos, diz-nos que o principal segredo está na qualidade da carne. A carne é obtida a partir da raça do porco bízaro, espécie abundante e muito adaptada à região, e no modo como ele era cevado (engordado). Refere que a alimentação era feita à base de couves, nabos, abóbora porqueira, centeio, milho, couves, folha  de negrilho (ulmeiro), beterraba, batatas e castanhas. 
Até ao fim do verão os alimentos eram dados a comer em cru. Quando se metiam à ceva (engorda), por alturas de Setembro, os alimentos passavam a ser cozidos e “temperados” com farinha ou farelos de milho ou centeio. 
A matança do porco realizava-se pela altura do Natal, altura em que o frio conservava melhor as carnes.
A carne do lombo, nomeadamente os lagartos ou lombinhos, era destinada à confeção  dos salpicões.  As outras carnes magras, localizada junto ao osso, nomeadamente as que cobriam as costelas, carne do cachaço, entremeada e aparas, eram destinadas à confeção das linguiças. Os bofes eram aproveitados para fazer a denominada chouriça de boche.
O tempero dos salpicões e das chouriças era o mesmo. A diferença estava no tipo de carne e na tripa.
As carnes para as chouriças ou linguiças eram, depois de separadas dos ossos,  picadas e temperadas com sal, alho, colorau e vinho, ficando cerca de 24 horas a marinar em alguidares e panelas de barro preto.  A quantidade dos temperos e a sua relação entre si, é específico de cada produtora, sendo também um dos segredos que cada uma guarda para si.
Seguidamente procedia-se ao enchimento da tripa com a ajuda da enchedeira ou funila (o cano tem um diâmetro muito maior que um funil).
Depois de cheias e atadas, as chouriças eram penduradas nos “lareiros” e colocadas a secar por cima da lareira, onde se mantinha, durante uma boa parte do dia, um lume brando alimentado por lenha seca à base de pedaços de carvalho e castanheiro, tão abundantes na região.
No fumeiro direto estavam entre oito a quinze dias, conforme o lume que lhe era posto.
Seguidamente estavam mais cerca de quinze dias a um mês a secar ao lado, sem apanhar fumo directo. 
Terminada a fumagem a cura continuava depois em local fresco e ao escuro. Finalmente eram lavadas com vinho e azeite, enxutas com um pano de linho, colocadas ao ar e a seguir guardadas em arcas de madeira, dependuradas à volta das mesmas em  pregos. 
Havia quem, para não ter tanto trabalho, as introduzisse em panelas de barro embebidas em banha ou azeite.
Para as alheiras eram aproveitadas as carnes da barriga, couratos diversos, carne da cabeça (sem a orelheira)  e outras miudezas. As carnes eram cozidas conjuntamente com uma galinha (apenas para dar sabor uma vez que sendo a carne muito seca não era apropriada para as alheiras). 
Era tudo muito bem cozido e temperado com azeite de Trás-os-Montes, sal, alho e colorau. A água utilizada na cozedura das carnes, ainda a ferver, era deitada em cima de pedaços de pão de trigo com côdea para o amolecer. Misturadas as carnes com o pão procedia-se ao enchimento da tripa e ao atar das alheiras.
Tal como as chouriças, as alheiras eram colocadas ao fumo, junto à lareira, durante dez a doze dias até ficarem com um aspeto acastanhado/dourado. Depois da cura procedia-se à sua lavagem e secagem ao ar. O seu consumo era imediato para evitar que azedassem, enquanto os salpicões e as chouriças eram consumidas ao longo do ano.
Outra especialidade trasmontana é o conhecido bucho ou butelo. 
O “saco do estômago”  era cheio com costelas cortadas aos pedaços,gordura, cartilagens da zona das costelas, cebola picada, alho, sal, colorau e vinho tinto. Era colocado no fumeiro cerca de oito dias. Terminada a cura no fumeiro, estava pronto para ser consumido uma vez que não podia ser conservado por muito tempo. Era cozido e  servido normalmente a acompanhar batata cozida.

## Atualidade
Atualmente a confeção de salpicões, chouriças de carne, butelos, alheiras, chouriços azedos, chouriças doces e presuntos, já obedece em grande parte a um processo de fabricação com qualidade certificada que já motivaram o aparecimento de 20 pequenas fábricas, 80 produtores licenciados, 70 unidades de transformação e 150 unidade de criação de suínos, ou pocilgas.